# Daniel Muñoz de la Nava
Daniel Muñoz de la Nava (ur. 29 stycznia 1982 w Madrycie) – hiszpański tenisista.

## Kariera tenisowa
W gronie profesjonalistów startował w latach 1999–2019.
W rozgrywkach gry podwójnej w lipcu 2012 roku Hiszpan doszedł wspólnie z Rogériem Dutrą Silvą do finału rangi ATP World Tour w Hamburgu. Finałowe spotkanie przegrali z parą David Marrero–Fernando Verdasco.
Najwyżej w rankingu ATP singlistów zajmował 68. miejsce (29 lutego 2016), a w rankingu deblistów 94. pozycję (16 maja 2011).

### Finały w turniejach ATP World Tour
| Legenda                                      |
| -------------------------------------------- |
| Wielki Szlem                                 |
| Igrzyska olimpijskie                         |
| Tennis Masters Cup / ATP Finals              |
| ATP Masters Series / ATP Tour Masters 1000   |
| ATP International Series Gold / ATP Tour 500 |
| ATP International Series / ATP Tour 250      |

#### Gra podwójna (0–1)
| Końcowy wynik | Nr | Data          | Turniej | Nawierzchnia | Partner             | Przeciwnicy                     | Wynik finału |
| ------------- | -- | ------------- | ------- | ------------ | ------------------- | ------------------------------- | ------------ |
| Finalista     | 1. | 22 lipca 2012 | Hamburg | Ceglana      | Rogério Dutra Silva | David Marrero Fernando Verdasco | 4:6, 3:6     |